# Zweiter Winterfeldzug
Der Zweite Winterfeldzug (ukrainisch Другий зимовий похід, auch bekannt als Eisfeldzug, ukrainisch Льод похід und Novemberüberfall, ukrainisch Листопадовий рейд) war eine militärische Operation der Partisanen der Armee der Ukrainischen Volksrepublik gegen die Sowjetukraine im Bürgerkrieg vom Oktober bis November 1921.

## Vorgeschichte und Vorbereitung
Nach dem Ersten Winterfeldzug führten die Bolschewiki eine Gegenoffensive, die bei der Schlacht bei Warschau endete. Die Regierung und Armee der mit der Zweiten Polnischen Republik verbündeten Ukrainischen Volksrepublik (UNR) musste sich am 21. November 1920 über den Fluss Sbrutsch in polnisches Territorium zurückziehen. Durch den Friedensvertrag von Riga 1921 kam es zum Ende des Polnisch-Sowjetischen Krieges. Dieser Sonderfrieden wurde unter Protest der ukrainischen Regierung vereinbart. Die Regierung der UNR legte ihre gesetzgeberische und militärische Organisationsarbeit nicht nieder und strebte danach, die Basis für die weitere Entwicklung des Militärs zu bilden. Für Symon Petljura war das Unglück der UNR-Armee keine Liquidierung der ukrainischen Staatlichkeit, sondern die Liquidierung einer der militärischen Bemühungen gegen die „Besatzungsmächte in der Ukraine.“

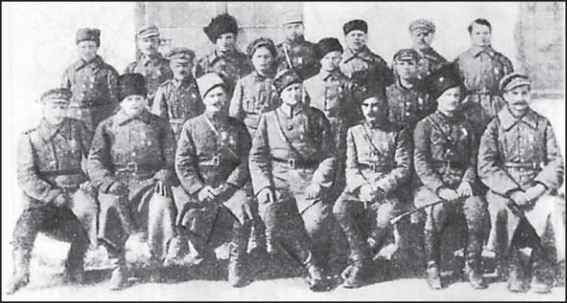
Partisanen in Kalisz vor der Abreise in die Ukraine (Oktober 1921)

Die Partisanenbewegung war in der Ukraine im Jahr 1921 noch aktiv. Nach bolschewistischen Angaben operierten 1921 bis zu 40.000 Aufständische, vereint in 464 Einheiten, auf ukrainischem Boden. Die soziale Basis der Bewegung war die Bauernschaft, ihr organisatorischer Kern die Intellektuellen. Auf Symon Petljuras Initiative begann im Februar 1921 das von General Jurij Tjutjunnyk geführte Partisanenhauptquartier in Tarnów seine Arbeit aufzunehmen. Das Personal musste einen anti-bolschewistischen Aufstand in der Ukraine vorbereiten. Vertreter der ukrainischen aufständischen Organisationen und Partisanenabteilungen kamen am Hauptquartier an. Dort erhielten sie Propagandaliteratur, Anweisungen und Finanzen. Um den Widerstand zu organisieren, schickte Tjutjunnyk ältere Offiziere und Soldaten aus polnischen Lagern in Łańcut, Kalisz und Aleksandrów Kujawski in die Ukraine. Die Existenz des Hauptquartiers wurde auch zu einem Signal an die polnischen Behörden, dass die UNR-Armee den Kampf gegen den Bolschewismus fortsetzte. Der Feldzug sollte im Mai oder Juni beginnen. Er wurde mehrfach verschoben, was hauptsächlich an der Nichterfüllung der Verpflichtungen durch die verbündeten Polen geschah. Dies lag daran, dass den Polen durch den Friedensvertrag von Riga und die innenpolitische Lage selbst die Hände gebunden waren. Die Tscheka nutzte die Pause aus. Im Sommer 1921 schleuste sie ihre Agenten in mehrere ukrainische aufständische Untergrundorganisationen ein. Tjutjunnyk entschied, den Feldzug im Herbst zu beginnen.
Das Ziel des Angriffs hinter den bolschewistischen Linien war, die Partisanenoperationen zu vereinen und die sowjetische Regierung aus der Ukraine zu vertreiben. Ungefähr 2000 Freiwillige der UNR-Armee, angeführt von Tjutjunnyk und seinem Stabschef Oberst Jurij Otmarschtajn, begaben sich im Oktober 1921 von Polen und dem Königreich Rumänien aus in das Territorium der Sowjetukraine. Die Gruppen waren nach den Regionen benannt, von denen aus sie in die Ukraine eindringen würden. Die Hauptgruppe, genannt Wolhyniengruppe, die aus ungefähr 900 Mitgliedern bestand, wurde von Tjutjunnyk selbst angeführt. Die aus ungefähr 500 Mitgliedern bestehende Podoliengruppe wurde von Oberstleutnant Mychajlo Palij-Sydorjanskyj und später von Oberst Serhij Tschornyj angeführt. General Andrij Hulyj-Hulenko führte die Bessarabiengruppe von Rumänien aus an, die aus ungefähr 300 Mitgliedern bestand. All diese Streitkräfte waren schlecht bewaffnet.

## Verlauf

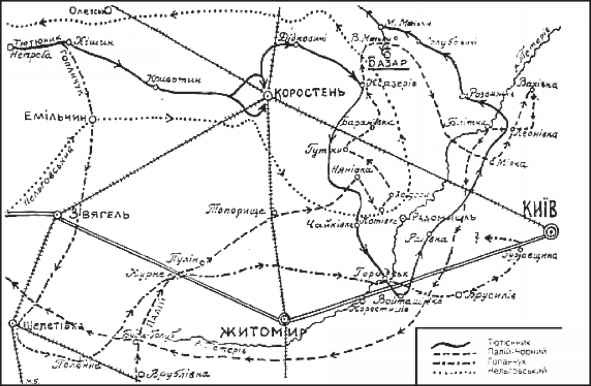
Verlauf des Feldzuges der Wolhyniengruppe. In dem rautenförmigen Bereich liegt Kiew im Osten und Korosten im Norden. Das Dorf Basar liegt nordöstlich von Korosten

Am 23. Oktober 1921 ernannte Petljura Tjutjunnyk zum Kommandeur der ukrainischen Aufständischenarmee. Am folgenden Tag erteilte Petljura den Startbefehl.
Die Wolhyniengruppe rückte am 4. November 1921 vor, liquidierte eine Anzahl kleiner bolschewistischer Abteilungen und eroberte Korosten am 7. November. Dort gelang es ihr für eine gewisse Zeit, den Bahnhof und ein Lagerhaus mit Waffen zu erobern und 470 politische Gefangene zu befreien, Tschekisten zu erschießen und die Polizei zu zerstreuen. Jedoch konnte die Gruppe Korosten nicht halten. Tjutjunnyk gelang es nicht, größere Kreise der ukrainischen Öffentlichkeit für den Kampf zu versammeln. Aufgrund der Ankündigung einer Amnestie durch die Bolschewiki zogen sich die Bauern aus der Massenbewegung der Aufständischen zurück und der Zustrom von Freiwilligen in die Partisanenränge während des Zweiten Winterfeldzugs war sehr schwach. Seine Gruppe begab sich nach Osten, konnte sich jedoch nicht mit der Podoliengruppe treffen und den Nachschub auffüllen und zog sich nach Westen zurück. Unter den Bedingungen ständiger Kämpfe wurde der Vormarsch auch durch starken Frost erschwert. Das Kommando beschloss, nach Polen zurückzukehren.

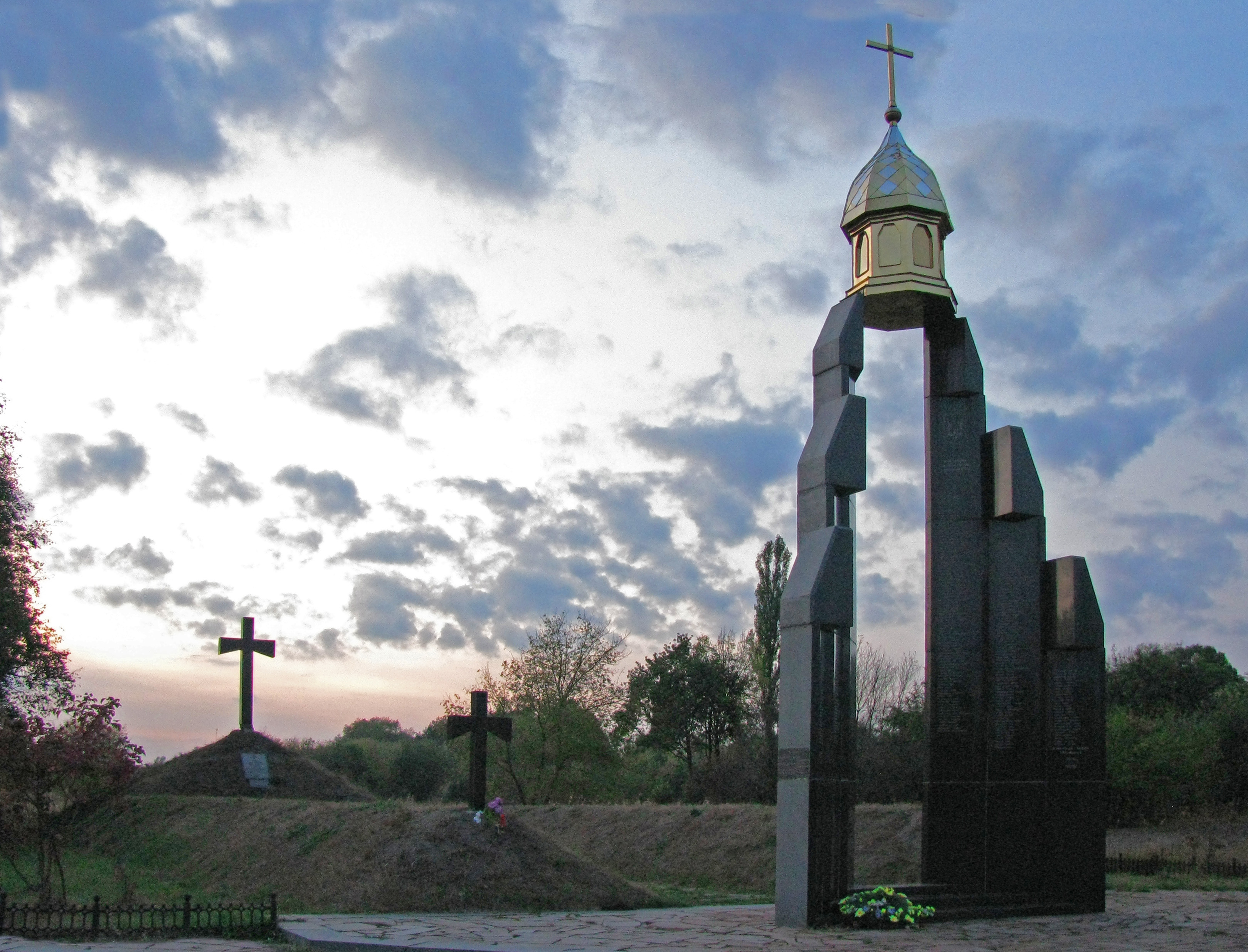
Denkmal für die hingerichteten Partisanen im Dorf Basar

Die Rote Armee nutzte die Situation aus und umzingelte die Partisanen in der Nähe des Dorfes Mali Minky (Rajon Narodytschi). Am Morgen des 17. November kam es zu einer Schlacht zwischen der Wolhyniengruppe und der mehrere tausend starken Kavallerie von Grigori Kotowski. Der Roten Armee gelang es, die ukrainische Kolonne in mehrere Teile zu teilen und aufzulösen. Mehr als 400 Partisanen wurden im Kampf getötet, 537 wurden gefangen genommen. Am 18. November wurden die Gefangenen in das Dorf Basar (Rajon Korosten) verlegt. Kotowski führte ein Verhör durch. Dann entschied die Tscheka, dass 359 Personen, die sie als „böswillige Banditen“ listete, erschossen werden sollten. Laut einem Augenzeugen hörte man, als die erste Gruppe zur Hinrichtung gebracht wurde, dass sie „Noch ist die Ukraine nicht gestorben…“ sangen. Das Grab für die Partisanen der UNR-Armee war eine tiefe Grube, die am Tag zuvor im Auftrag der Tschekisten von den Angehörigen der Wolhyniengruppe gegraben worden war. Etwa hundert ehemalige Partisanen wurden zu weiteren Verhören in die Sonderabteilung der Tscheka geschickt. Diese Hinrichtung war die erste außergerichtliche Massentötung von Ukrainern durch die sowjetischen Strafbehörden während des Krieges. Es gelang nach der Schlacht von Mali Minky nur ungefähr 100 Männern und dem Stab der Gruppe die Umzingelung zu durchbrechen und sie kämpften sich zurück zur polnischen Grenze, die sie am 20. November überquerten.
Palij-Sydorjanskyjs Gruppe brach am 25. Oktober 1921 auf und stieß durch Podolien, wo sie ein sowjetisches Kavallerieregiment besiegte und sich in eine Kavalleriegruppe verwandelte. Die Podoliengruppe begab sich am 6. November in das im Befehl festgelegte Gebiet, um sich mit der Wolhyniengruppe zu verbinden. Von dort aus führte sie Aufklärungsarbeiten durch und erfuhr am 9. November vom Rückzug Tjutjunnyks aus Korosten. Sie beschloss, aufzuholen, doch am 18. November erfuhr sie von der Niederlage der Wolhyniengruppe bei Mali Minky und begab sich auf den Weg zum Dorf Wachniwka (60 Kilometer nördlich von Kiew), bevor sie westwärts durch Wolhynien getrieben wurde und am 29. November wieder die polnische Grenze überquerte. Während des Überfalls führte die Gruppe eine Reihe siegreicher Schlachten, bei denen sie Soldaten der Roten Armee gefangen nahm und Soldaten des Grenzschutzes und Hunderte Soldaten der Roten Armee tötete.
Hulyj-Hulenkos Bessarabiengruppe sollte die Aufmerksamkeit von der Wolhyniengruppe ablenken. Aufgrund des geringen Organisationsniveaus der Anführer der Partisanenbezirke konnte das Kommando der Gruppe nicht rechtzeitig abreisen und Kampfhandlungen und eine aktive Offensive starten. Die Einheiten dieser Gruppe überquerten am 17. und 18. November den Dnister, eroberten mehrere Grenzdörfer und näherten sich Tiraspol, mussten sich jedoch am 19. November aufgrund der überwältigenden bolschewistischen Kräfte ins rumänische Territorium zurückziehen.

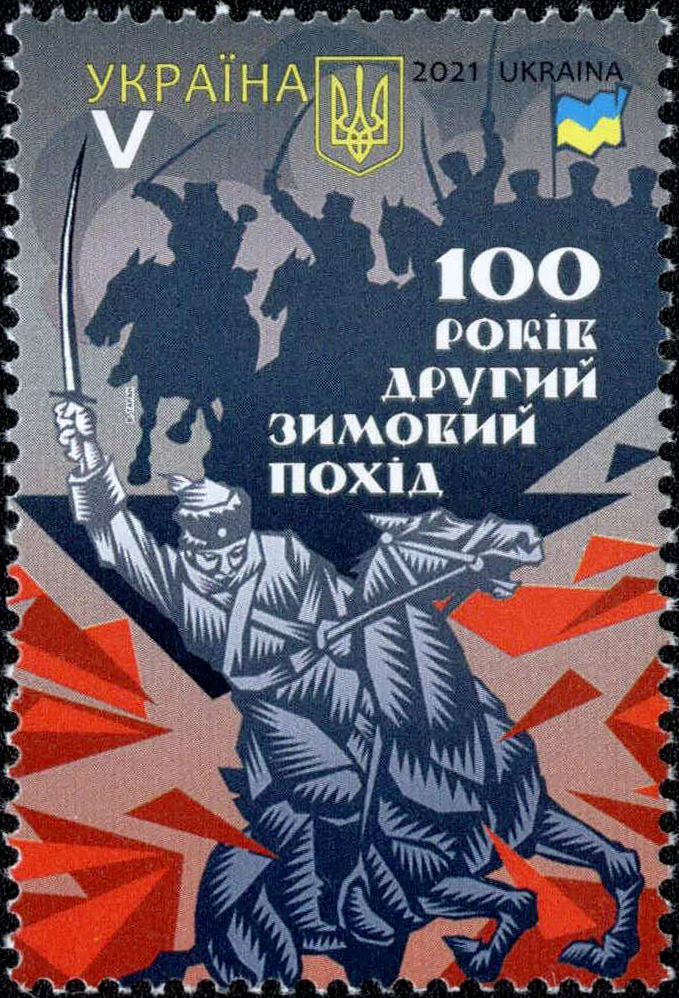
Briefmarke zum 100. Jahrestag des Zweiten Winterfeldzuges

## Nachwirkungen
Der Zweite Winterfeldzug war die letzte Operation der Armee der Ukrainischen Volksrepublik gegen die bolschewistischen Streitkräfte im Sowjetisch-Ukrainischen Krieg und der letzte Versuch, die verlorene Staatlichkeit mit bewaffneten Mitteln zurückzugewinnen. Letzten Endes bezwangen die sowjetischen Behörden die Aufständischen, indem sie große Massen von Truppen in der Ukraine konzentrierte. Die Aufständischen wurden besiegt, da es ihnen nicht gelang, sich in einem politischen Zentrum zu verbinden, wobei individuelle Scharen bis in die frühen 1930er Jahre operierten. Das Scheitern der Winterfeldzüge markierte den definitiven Sieg der sowjetischen Kräfte im Kampf um die Ostukraine.
Die Niederlage der UNR erhöhte den politischen Druck Sowjetrusslands auf Polen. Als Zugeständnis wurde Warschau im November 1921 gezwungen, den ehemaligen Befehlshaber der UNR-Armee Mychajlo Omeljanowytsch-Pawlenko auszuweisen. Um in Polen bleiben zu können, verließ Petljura Tarnów und wohnte heimlich in Warschau.
Im August 2000 wurde in Basar ein Denkmal für die hingerichteten Partisanen errichtet.
Das Ministerkabinett der Ukraine erließ am 26. Oktober 2016 eine Verordnung zur Genehmigung der Abhaltung feierlicher Staatsveranstaltungen zum Gedenken an den Sowjetisch-Ukrainischen Krieg und zur Ehrung der Erinnerung an die Teilnehmer des Zweiten Winterfeldzuges und den 100. Jahrestag der Hinrichtung der Partisanen im Dorf Basar.
Die Ukrposhta gab im Oktober 2021 eine Briefmarke zum Gedenken an den 100. Jahrestag des Zweiten Winterfeldzuges heraus.